# Clyde, New York
Clyde är ett municipalsamhälle (village) i kommunen Galen i Wayne County i delstaten New York. Vid 2020 års folkräkning hade Clyde 2 170 invånare.